# 細谷功
細谷 功（ほそや いさお、1964年 - ）は、日本のビジネスコンサルタント。

## 人物
神奈川県鎌倉市出身。東京大学工学部卒。東芝にて約8年間原子力技術者を経験した後、アーンスト・アンド・ヤング、キャップジェミニ、ザカティーコンサルティングに所属。現在、株式会社クニエ（前身はアーンスト・アンド・ヤング）の業務に従事。

## 著書
- 『会社の老化は止められない 未来を開くための組織不可逆論』亜紀書房、2013年
- 『アリさんとキリギリス 持たない・非計画・従わない時代』2016年、さくら舎
- 『「無理」の構造 - この世の理不尽さを可視化する』2016年、dZERO
- 『やわらかい頭の作り方』（絵:ヨシタケシンスケ）2023年、ちくま文庫